# Ramon Balcells i Basomba
Ramon Balcells i Basomba (la Guàrdia Lada, Montoliu de Segarra, 8 de març de 1901 - Sabadell, 18 d'abril de 1946) fou un metge sabadellenc.

## Biografia
Ramon Balcells va estudiar el batxillerat a Manlleu i la carrera de Medicina a la Universitat de Barcelona, on es doctorà. El 1925, es matriculà a l'Institut Bodelogne de París per especialitzar-se en Tocologia i, un cop acabada l'especialitat, se n'anà a Brussel·les a estudiar Medicina Tropical. De retorn a Barcelona, acceptà l'oferiment de formar part de la Federació de Germandats, integrada per un grup de metges sabadellencs. És així com, incorporat a l'entitat medicoassistencial, s'instal·là a Sabadell i molt aviat es guanyà la confiança dels sabadellencs.
Home de profundes conviccions liberals i democràtiques, aconseguí l'amistat de significats militants sindicals i polítics d'esquerres, com Josep Moix, Miquel Bertran o Josep Rosas, i de personalitats de la burgesia sabadellenca, com Domènec Codina. L'any 1929 es casà a Itàlia amb Eduvigis Squassini, a qui havia conegut durant un viatge a Sud-amèrica en què s'havia enrolat voluntari quan feia el servei militar. Durant la dictadura de Primo de Rivera, i sobretot durant el franquisme, sofrí la repressió del règim autoritari pel sol fet de dispensar assistència mèdica a persones compromeses en la lluita contra la dictadura. Balcells era un gran lector i un apassionat melòman, home d'una vasta cultura que disposava d'una de les biblioteques més importants del Sabadell de l'època.